# Малік Зіді
Малі́к Зіді́ (фр. Malik Zidi; нар. 14 лютого 1975, Сен-Мор-де-Фоссе, Франція) — французький актор. Лауреат французької національної кінопремії «Сезар» 2007 року .

## Біографія
Малік Зіді народився 14 лютого 1975 року в місті Шатне-Малабрі, що в регіоні Іль-де-Франс у Франції.
Його батько — алжирець, мати француженка з регіона Бретань. Провів свої юнацькі роки в Сен-Мор-де-Фоссе, потім у віці 18 років переїхав до Парижа. Після закінчення акторської студії Веронік Норді був актором театру Véronique Nordey і театру Proposition в Парижі. Навчався акробатиці, міміці і жесту в студії при театрі La Piscine.
Малік Зіді дебютував в кіно у 1997 році, знявшись у фільмі Себастьєна Ліфшиця «Відкриті тіла».
Серед найкращих ролей Зіді — Франц у мелодрамі Франсуа Озона «Краплі дощу на розпечених скелях» (2000, номінація на «Сезар», 2000), Жак Тібо в серіалі Жан-Данієля Верж'є «Сім'я Тібо» (2003), Самі у стрічці «Повернути час назад» (2004, номінація на «Сезар», 2005), Філіпп де Валуа в «Проклятих королях» (2005).
Найзначніша акторська робота Малука Зіді — роль Елуа Діхо у драмі Еммануеля Бурдьє «Прокляті дружби» (2006, Премія «Сезар» найперспективнішому акторові, 2007).
У липні 2013 року Маліка Зіді нагороджено французьким кавалерським Орденом Мистецтв та літератури.

## Фільмографія (вибіркова)
Загалом за час своєю акторською кар'єри Малік Зіді знявся майже у 55-ти кіно- та телефільмах.

| Рік       |    | Українська назва                 | Оригінальна назва                             | Роль                 |
| --------- | -- | -------------------------------- | --------------------------------------------- | -------------------- |
| 1993      | с  | Аліс Невер                       | Le Juge est une femme                         | Іван                 |
| 1997—2003 | с  | Помутніння розуму                | Vertiges                                      | Ніко                 |
| 1998      | ф  | Відкриті тіла                    | Les corps ouverts                             | однокласник          |
| 1998      | ф  | Одинадцята команда               | L'onzième commandement                        |                      |
| 1998      | ф  | Вандомська площа                 | Place Vendôme                                 | син Сема             |
| 1999      | ф  | Краплі дощу на розпечених скелях | Gouttes d'eau sur pierres brûlantes           | Франц                |
| 2000      | ф  | Друге життя                      | Deuxième vie                                  | Serveur zu cybercafé |
| 2001      | тф | Її мати, шлюха                   | Sa mère, la pute                              | Бімбо                |
| 2002      | ф  | Момент щастя                     | Un moment de bonheur                          | Філіпп               |
| 2002      | ф  | Майже спокійний світ             | Un monde presque paisible                     | Жозеф                |
| 2002      | тф | Холодно як влітку                | Froid comme l'été                             | Бодлер               |
| 2003      | ф  | Мої діти не схожі на інших       | Mes enfants ne sont pas comme les autres      | Тома                 |
| 2003      | с  | Сім'я Тібо                       | Les Thibault                                  | Жак Тібо             |
| 2004      | тф | Сіссі — бунтівна імператриця     | Sissi, l'impératrice rebelle                  | Родольф              |
| 2004      | тф | Батько Горіо                     | Le père Goriot                                | Ежен де Растіньяк    |
| 2004      | ф  | Повернути час назад              | Les temps qui changent                        | Самі                 |
| 2005      | ф  | Забути Шайєн                     | Oublier Cheyenne                              | П'єр                 |
| 2005—2009 | с  | Венера і Аполлон                 | Vénus & Apollon                               | Поль                 |
| 2005      | с  | Прокляті королі                  | Les rois maudits                              | Філіпп VI Валуа      |
| 2005      | ф  | Помста бідняка                   | Jacquou le croquant                           | Туффу                |
| 2006      | ф  | Прокляті дружби                  | Les amitiés maléfiques                        | Елуа Діхо            |
| 2006      | ф  | Великий Мольн                    | Le grand Meaulnes                             | Франц                |
| 2006      | ф  | Небесні пташки                   | Les oiseaux du ciel                           | Бруно                |
| 2007      | кф | Таке багатогранне життя          | Faits divers                                  | Франк                |
| 2008      | тф | Світло моє, люстерко...          | Miroir, mon beau miroir                       | Лепік                |
| 2008      | ф  | Смерть не забуває нікого         | La mort n'oublie personne                     | Жан Рікур            |
| 2008      | ф  | Кохана Клара                     | Geliebte Clara                                | Йоганнес Брамс       |
| 2009      | ф  | Екс                              | Ex                                            | Марк                 |
| 2009      | ф  | Кішки-мишки                      | Un chat un chat                               | Антуан               |
| 2009      | тф | Мила Франція                     | Douce France                                  | Мурад Шауш           |
| 2009      | ф  | Королева клубів                  | La dame de trèfle                             | Орельєн              |
| 2010      | ф  | Лісабонські таємниці             | Mistérios de Lisboa                           | Вісконд де Арманьяк  |
| 2011      | тф | Після мене                       | Après moi                                     | Гуго                 |
| 2011      | с  | Таємниця Лісабона                | Mistérios de Lisboa                           | Вісконд Арманьяк     |
| 2011      | ф  | Порядок і мораль                 | L'ordre et la morale                          | JP Перро             |
| 2012      | тф | Справа Горджі                    | L'affaire Gordji, histoire d'une cohabitation | Люк Долер            |
| 2012      | ф  | Лінії Велінгтона                 | Linhas de Wellington                          | Октав Сегур          |
| 2012      | тф | Берта Морізо                     | Berthe Morisot                                | Едуар Мане           |
| 2012      | с  | Лінії Велінгтона                 | As Linhas de Torres Vedras                    | Октав Сегур          |
| 2012      | ф  | Твоя дитина                      | Un enfant de toi                              | Віктор               |
| 2013      | ф  | Гіркота любові                   | Amaro amore                                   | Андре                |
| 2013      | ф  | Марш                             | La marche                                     | РФіліпп, le RG       |
| 2013      | мф | Неймовірна таємниця Лулу         | Loulou, l'incroyable secret                   | Лулу, озвучування    |
| 2015      | ф  | Небо кентавра                    | Le ciel du centaure                           | Інжіньєро            |
| 2015      | ф  | Колесо                           | La volante                                    | Тома Леман           |
| 2015      | ф  | Зроблено у Франції               | Made in France                                | Сем                  |
| 2016      | ф  | Жінка на срібній пластині        | La femme de la plaque argentique              |                      |
| 2016      | ф  | Проходи                          | Les passages                                  | Матьє                |
| 2017      | ф  | Дикун                            | Gauguin — Voyage de Tahiti                    | Анрі Валлен          |
| 2021      | ф  | Кисень                           | Oxygen                                        | Лео Фергюсон         |

## Визнання
| Премія Сезар                          |                          |                                  |           |
| 2001                                  | Найперспективніший актор | Краплі дощу на розпечених скелях | Номінація |
| 2003                                  | Найперспективніший актор | Майже спокійний світ             | Номінація |
| 2005                                  | Найперспективніший актор | Повернути час назад              | Номінація |
| 2007                                  | Найперспективніший актор | Прокляті дружби                  | Перемога  |
| Берлінський міжнародний кінофестиваль |                          |                                  |           |
| 2001                                  | EFP Shooting Star        | EFP Shooting Star                | Перемога  |
| Премія «Люм'єр»                       |                          |                                  |           |
| 2007                                  | Найкращий молодий актор  | Прокляті дружби                  | Номінація |